# Rushville (Nebraska)
Rushville é uma cidade localizada no estado americano de Nebraska, no Condado de Sheridan.

## Demografia
Segundo o censo americano de 2000, a sua população era de 999 habitantes.
Em 2006, foi estimada uma população de 887, um decréscimo de 112 (-11.2%).

## Geografia
De acordo com o United States Census Bureau, a localidade tem uma área de 3,0 km², sem área coberta por água. Rushville localiza-se a aproximadamente 1140 m acima do nível do mar.

## Localidades na vizinhança
O diagrama seguinte representa as localidades num raio de 36 km ao redor de Rushville.